# Maesa pipericarpa
Maesa pipericarpa är en viveväxtart som beskrevs av Carl Christian Mez. Maesa pipericarpa ingår i släktet Maesa och familjen viveväxter. Inga underarter finns listade i Catalogue of Life.